# Gabriel Nieto Nieto
Gabriel Nieto Nieto (Flandes, Tolima, 6 de abril de 1960) es un pintor de arte naif especializado en temas de paisajes colombianos. Actualmente se encuentra domiciliado en la ciudad de Neiva en el departamento del Huila.

## Trayectoria
Pintor autodidacta e investigador de las artes plásticas, su obra gira bajo el eje temático del paisaje naif o primitivista. Su trabajo artístico insiste en rescatar y no dejar morir las tradiciones, costumbres de zonas rurales y pequeños pueblos. Su obra se caracteriza por la ingenuidad, limpieza del color, tonos caribeños, y pequeños detalles reflejados en elementos que no faltan en sus composiciones como casas e iglesias de arquitectura antigua, tejados de barro, paja, paredes de adobe, alegres personajes campesinos realizando sus labores cotiadianas, perros callejeros, personales con sus trajes típicos, jinetes en calles de piedra , aves surcando los azules firmamentos, cometas o papalotes volando las blancas nubes, cultivos de café, plátano y otros productos propios de la agricultura huilense entre otros elementos identitarios de la Colombia republicana y colonial.
Además, de su arte costumbrista, el pintor ha incursionado en el género del arte abstracto, con su serie "Sideral", obras caracterizadas por representar el espacio de manera singular. Con una de estas piezas participó en la Bienal de arte contemporáneo en Culiacán México 2023.
Sus obras se encuentran en el Museo de Arte Contemporáneo del Huila, Instituto Sinaloense de Cultura, Universidad Cooperativa de Colombia, Galería de arte Frida Kahlo, Universidad Estatal de Carolina del Norte.

## Distinciones
Su obra ha sido objeto de exposiciones dentro y fuera de Colombia, y ganado reconocimientos, premios y homenajes.
- Reconocimiento conferido por la Casa de la Cultura de la Universidad Autónoma de Sinaloa, por su trabajo artístico en el año 2006, Culiacán, México.[18]
- Reconocimiento otorgado por la Asociación Cultural Aires de Córdoba, por su trayectoria en el año 2018, Córdoba, España.[18]
- Reconocimiento concedido por Extensión Cultural de la Universidad Surcolombiana, en 2021, por rescatar las tradiciones y cultura de los huilenses a través de su arte paisajista.[18]
- Homenaje en el Museo de Arte Contemporáneo del Huila, durante la realización del "Festival internacional arte sin fronteras por la Paz de Colombia", organizado por la asociación Arte sin fronteras por la Paz, en la Neiva, Colombia, en 2017.[18]